# Frugières-le-Pin
Frugières-le-Pin is een gemeente in het Franse departement Haute-Loire (regio Auvergne-Rhône-Alpes) en telt 140 inwoners (2005). De plaats maakt deel uit van het arrondissement Brioude.

## Geografie
De oppervlakte van Frugières-le-Pin bedraagt 11,9 km², de bevolkingsdichtheid is 11,8 inwoners per km².
De onderstaande kaart toont de ligging van Frugières-le-Pin met de belangrijkste infrastructuur en aangrenzende gemeenten.

## Demografie
Onderstaande figuur toont het verloop van het inwonertal (bron: INSEE-tellingen).